# Lista de reitores da Universidade Federal de São Carlos
Esta é uma lista de reitores da Universidade Federal de São Carlos (UFSCar). O reitor é o chefe do órgão executivo da universidade, a Reitoria. O primeiro reitor oficial da UFSCar foi nomeado no primeiro ano de funcionamento da universidade, em 1970. 
Ao longo de sua história, a UFSCar teve dois reitores eleitos não nomeados. O primeiro foi professor William Saad Hossne, em 1983, que, devido à oposição do Conselho de Curadores, não foi nomeado embora tenha sido reeleito. O segundo foi o professor Adilson Jesus Aparecido de Oliveira, em 2020, quando o então Presidente da República, Jair Bolsonaro, nomeou a segunda colocada na lista tríplice, a professora Ana Beatriz de Oliveira, que era candidata à Pró-reitora de Extensão na mesma chapa do professor Adilson. O processo eleitoral em 2020 já havia sido conturbado, anteriormente, pela judicialização da eleição por uma das chapas que não se elegeram e necessidade de recondução pró-tempore da reitora Wanda Hoffmann.
Em 2023, o Conselho Universitário da UFSCar aprovou a construção de um memorial para registro dos reitores eleitos e não empossados. 
| Nº | Retrato | Reitor                                 | Período     |
| -- | ------- | -------------------------------------- | ----------- |
| -  |         | Sérgio Mascarenhas de Oliveira         | 1968 - 1970 |
| 1  |         | Heitor Gurgulino de Souza              | 1970 - 1974 |
| 2  |         | Luiz Edmundo de Magalhães              | 1975 - 1979 |
| 3  |         | William Saad Hossne                    | 1979 - 1983 |
| -  |         | Antônio Guimarães Ferri                | 1983        |
| 4  |         | Munir Rachid                           | 1984 - 1988 |
| 5  |         | Sebastião Elias Kuri                   | 1988 - 1992 |
| 6  |         | Newton Lima Neto                       | 1992 - 1996 |
| 7  |         | José Rubens Rebelatto                  | 1996 - 2000 |
| 8  |         | Oswaldo Baptista Duarte Filho          | 2000 - 2008 |
| 9  |         | Maria Stella Coutinho de Alcantara Gil | 2008        |
| 10 |         | Targino de Araújo Filho                | 2008 - 2016 |
| 11 |         | Wanda Aparecida Machado Hoffmann       | 2016 - 2020 |
| 12 |         | Ana Beatriz De Oliveira                | 2020 - 2028 |